# Raport anual
Un raport anual este un document detaliat care reflectă activitățile unei companii pe parcursul anului precedent, având ca scop furnizarea de informații esențiale acționarilor și altor părți interesate despre performanțele financiare și activitatea generală a companiei. Aceste rapoarte sunt adesea considerate literatură gri, termen care se referă la surse de informație care nu sunt publicate prin canale tradiționale academice sau comerciale, dar care rămân relevante. Majoritatea țărilor impun întreprinderilor să întocmească și să publice rapoarte anuale, iar multe dintre acestea cer ca documentele să fie depuse la registrul comerțului al companiei. În România, companiile de o anumită dimensiune trebuie să însoțească raportul anual cu un audit financiar, conform Legii privind societățile comerciale, dacă aceasta este o cerință legală aplicabilă. La nivel global, companiile cu acțiuni emise și listate pe piețele de capital sunt obligate să raporteze periodic la intervale mai frecvente, în conformitate cu reglementările bursei respective. Nerespectarea termenelor de depunere a raportului anual poate atrage sancțiuni, inclusiv amenzi.

## Conținut
Rapoartele anuale tipice pot include următoarele:
- Informații generale despre societate
- Analiză operațională și financiară
- Raportul administratorilor
- Informații privind guvernanța corporativă
- Declarația președintelui consiliului de administrație
- Raportul auditorului
- Informații despre sustenabilitate și factorii ESG
- Raport anual verde
- Conținut: informații neauditate
- Situații financiare, inclusiv:
  - Bilanțul, denumit și Situația poziției financiare
  - Contul de profit și pierdere, denumit și Situația rezultatului global
  - Situația modificărilor capitalurilor proprii
  - Situația fluxurilor de numerar
- Note explicative la situațiile financiare
- Politici contabile
- Declarații de asigurare independentă (pentru a asigura corectitudinea și transparența informațiilor financiare)
- Alte elemente

Pot fi incluse și alte informații relevante pentru părțile interesate, precum:
- Rapoarte privind operațiunile pentru societățile de producție
- Rapoarte de responsabilitate socială corporativă pentru societățile cu activități sensibile din punct de vedere social sau de mediu.

În cazul societăților mari, raportul anual este adesea o publicație elegantă, colorată și de înaltă calitate, care reflectă profesionalismul companiei. Rapoartele anuale sunt publice și trebuie depuse la Registrul Comerțului, fiind accesibile și pe site-urile oficiale ale companiilor.
Detaliile prezentate în raport sunt valoroase pentru investitori, oferindu-le o imagine clară asupra poziției financiare a societății și a direcției sale viitoare. Situațiile financiare sunt, de regulă, întocmite în conformitate cu standardele IFRS și/sau PCGA, precum și cu legislația internă (de exemplu, Legea Sarbanes-Oxley din Statele Unite).

### Sancțiune pentru raportul nerespectat
Nerespectarea termenului de depunere a raportului anual poate atrage consecințe legale și financiare severe pentru o companie, inclusiv sancțiuni administrative și impact asupra statutului său juridic sau a capacității de a desfășura activități comerciale. De exemplu, în Estonia, nerespectarea acestui termen poate duce la sancțiuni, inclusiv amenzi, iar în cazuri mai grave, la radierea companiei din registru.

## Istorie
În 1903, U.S. Steel⁠(d) a publicat un raport anual al cărui caracter financiar a fost certificat de Price, Waterhouse & Co, fiind considerat cel mai vechi raport anual corporativ modern.

## Rapoarte anuale „alternative”
Anumite grupuri, precum The True Cost Of Chevron Network, au publicat rapoarte anuale „alternative” pentru a sublinia distrugerea continuă a mediului și/sau încălcările drepturilor omului comise de o anumită companie.